# Presidenza di William Henry Harrison
La presidenza di William Henry Harrison ebbe inizio il 4 marzo del 1841 con l'insediamento e si concluse prematuramente il 4 aprile dello stesso anno per la morte di Harrison. La causa della morte, si disse al tempo, fu una polmonite contratta a seguito dell'infreddatura presa nel corso della cerimonia inaugurale, svoltasi sulla sommità del Campidoglio di Washington; ma molto più probabilmente di febbre tifoide.
Durata esattamente un mese, è la più corta presidenza dell'intera storia degli Stati Uniti d'America, seguita da quella di Zachary Taylor (16 mesi) e quella di James Garfield (199 giorni). Fu la prima volta in cui un presidente moriva durante il mandato; ciò provocò una breve crisi istituzionale, poiché la Costituzione degli Stati Uniti prevedeva che ad assumere i poteri del presidente fosse il vicepresidente, ma non era chiara se questo fosse solo una figura di reggente oppure fosse presidente a tutti gli effetti. I poteri andarono quindi al vicepresidente in carica, John Tyler, che giurò come presidente il 6 aprile 1841.
Harrison fu l'ultimo presidente ad essere nato con la cittadinanza britannica e il presidente più anziano fino ad allora eletto (67 anni). Era il nonno del futuro presidente degli Stati Uniti, Benjamin Harrison (1889-1893).
A causa dell'estrema brevità della sua presidenza, gli storici spesso non lo includono nella classifica storica dei presidenti degli Stati Uniti d'America.

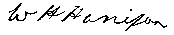
La firma autografa del presidente Harrison.

## Elezioni presidenziali del 1840

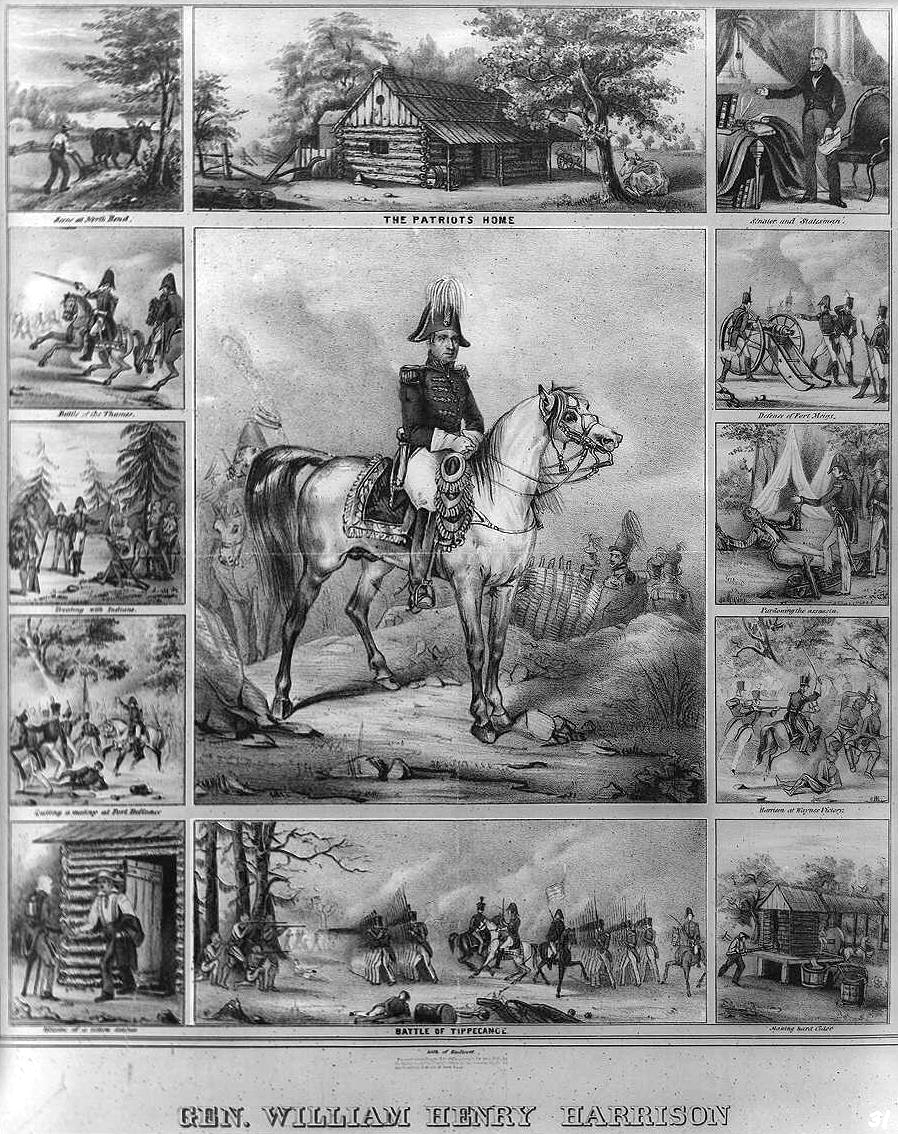
Poster della campagna elettorale del 1840.

Harrison fu l'unico candidato del Partito Whig alle elezioni, dopo che alle elezioni presidenziali del 1836 erano stati presentati quattro candidati, tra cui Harrison stesso, contro Martin Van Buren. Harrison fu preferito rispetto a esponenti più controversi come Henry Clay e Daniel Webster e basò la propria campagna elettorale sulla sua esperienza militare e sulla debolezza dell'economia della nazione, dopo il panico del 1837. I Whig soprannominarono il presidente in carica "Van Ruin" (Signor Rovina).
I Democratici ridicolizzarono Harrison chiamandolo "Granny Harrison, il generale in sottoveste", perché si era dimesso dall'esercito statunitense prima della fine della guerra anglo-americana. Un altro slogan contro Harrison fu usare il suo cognome letto al contrario: "no sirrah", deformazione di "no sir", cioè "no signore". Ne minimizzarono la personalità trattandolo come un vecchio uomo di provincia, fuori dal campo di battaglia e dal tempo attuale, uno che preferirebbe sempre "sedersi nella sua capanna di legno a bere sidro" piuttosto che occuparsi dell'amministrazione del paese. Questa strategia si ritorse però contro di loro quando Harrison e John Tyler, il suo candidato vicepresidente, adottarono proprio la capanna di legno e il sidro come simboli della loro campagna. Ne tappezzarono i muri e li misero nei loro striscioni e manifesti, con bottiglie di sidro a forma di capanne di legno, per collegare i candidati all'uomo comune.

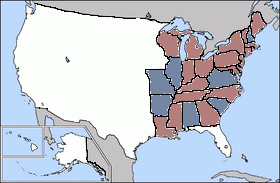
Mappa dei risultati elettorali, in rosso gli Stati vinti da Harrison.

Sebbene Harrison fosse originario di una ricca famiglia della Virginia che possedeva schiavi, la sua campagna lo promosse come un umile uomo di frontiera nello stile reso popolare da Andrew Jackson. Al contrario i Whig presentarono Van Buren come un ricco elitario. Un esempio memorabile fu il discorso detto del cucchiaio d'oro (Gold Spoon Oration) che il deputato Whig della Pennsylvania Charles Ogle pronunciò consegnandolo poi a tutte le sedi locali del Partito. Il discorso mise in ridicolo l'elegante stile di vita concessosi dal presidente Van Buren alla Casa Bianca e le sue spese sontuose.
I Whig si vantarono dei successi militari conseguiti da Harrison e della sua reputazione di eroe della battaglia di Tippecanoe. Lo slogan della campagna, "Tippecanoe and Tyler, Too" (Tip e Ty), divenne uno dei più famosi della politica statunitense. Harrison vinse ottenendo una maggioranza schiacciante nel collegio elettorale con 234 grandi elettori contro i soli 60 di Van Buren, sebbene il voto popolare fu molto più equilibrato, con il 53% per Harrison contro il 47% di Van Buren e un margine di meno di 150.000 voti di differenza.

## La presidenza più corta
Quando Harrison giunse a Washington voleva dimostrare di essere ancora il tenace "eroe di Tippecanoe" del 1811 e di essere un uomo molto più colto e riflessivo rispetto al ritratto caricaturale risalente alla guerra di Tecumseh.

### Inaugurazione
Prestò giuramento giovedì 4 marzo, un giorno fatalmente freddo e umido. Non indossava né un soprabito né un cappello, cavalcò sul dorso del proprio destriero per tutta la durata della cerimonia anziché scegliere la carrozza chiusa che gli era stata offerta; pronunziò anche il più lungo discorso inaugurale della storia degli Stati Uniti (testo completo su Wikisource). Composto di 8.445 parole, gli ci vollero quasi due ore per leggerlo fino in fondo, sebbene il suo amico e collega Whig Daniel Webster lo avesse precedentemente modificato a lungo.
Dopo essersi fatto fotografare, primo presidente a farlo, Harrison percorse le strade a seguito della parata inaugurale e quella sera stessa partecipò a tre diversi ricevimenti arricchiti da colpi di cannone a salve, di cui uno al "Carusi's Saloon" ribattezzato per l'occasione "Tippecanoe". Con un prezzo d'entrata di 10 dollari a persona (pari a 232 dei giorni nostri) attirò più di 1.000 ospiti.
Il discorso inaugurale era una dichiarazione dettagliata del programma del Partito Whig, essenzialmente un ripudio delle politiche della presidenza di Andrew Jackson prima e di quella di Van Buren poi. Il nuovo presidente promise di ristabilire la Seconda banca degli Stati Uniti e di estenderne la capacità di credito emettendo moneta cartacea (il sistema americano di Henry Clay). S'impegnò a rimettersi costantemente al giudizio del Congresso sulle maggiori questioni legislative, con un uso parsimonioso del potere di veto; inoltre di invertire radicalmente lo spoils system, cioè il sistema di nomine di fedelissimi di partito alle cariche pubbliche molto praticato da Andrew Jackson. Promise invece di nominare i ministri in base alla loro competenza e non per cercare di rafforzare la propria posizione all'interno dell'esecutivo.

La bandiera degli Stati Uniti d'America a 26 stelle in uso nel 1841.

## Presidenza
Gli avvenimenti salienti della presidenza W. H. Harrisono furono:
1841
- la prosecuzione della seconda Guerra seminole (1835-1842);
- processo contro l'Amistad;

Partiti politici
  Whig
| Dipartimento | Incarico                       | Ritratto | Ritratto | Nome                   | Mandato      | Mandato       |
| Dipartimento | Incarico                       | Ritratto | Ritratto | Nome                   | Inizio       | Termine       |
| ------------ | ------------------------------ | -------- | -------- | ---------------------- | ------------ | ------------- |
|              | Presidente                     |          |          | William Henry Harrison | 4 marzo 1841 | 4 aprile 1841 |
|              | Vicepresidente                 |          |          | John Tyler             | 4 marzo 1841 | 4 aprile 1841 |
|              |                                |          |          |                        |              |               |
|              | Segretario di Stato            |          |          | Daniel Webster         | 4 marzo 1841 | 4 aprile 1841 |
|              | Segretario al tesoro           |          |          | Thomas Ewing           | 4 marzo 1841 | 4 aprile 1841 |
|              | Segretario alla Guerra         |          |          | John Bell              | 7 marzo 1841 | 5 aprile 1841 |
|              | Procuratore generale           |          |          | John Jordan Crittenden | 4 marzo 1841 | 4 aprile 1841 |
|              | Direttore generale delle poste |          |          | Francis Granger        | 4 marzo 1841 | 4 aprile 1841 |
|              | Segretario alla Marina         |          |          | George Edmund Badger   | 4 marzo 1841 | 4 aprile 1841 |

Nella sua qualità di potente esponente dei Whig (oltre ad essere un mancato candidato alla presidenza), Henry Clay si attendeva di avere un'influenza sostanziale nella formazione e nella conduzione della nuova presidenza. Ignorando il proprio programma che prevedeva la fine dello "spoils system" praticato da Jackson, cercò di influenzare le nomine di Harrison prima e durante la sua breve presidenza, specialmente esprimendo preferenze per gli incarichi ministeriali e altre nomine presidenziali. Harrison però si oppose ai suoi tentativi dicendo: "Mr. Clay, lei dimentica che IO sono il presidente". La disputa si intensificò quando Harrison nominò Daniel Webster, acerrimo rivale di Clay per il controllo del Partito Whig, come segretario di Stato; inoltre sembrò voler assegnare ai seguaci di Webster alcuni incarichi molto ambiti. L'unica concessione di Harrison a Clay fu di nominare il suo protetto John J. Crittenden alla carica di procuratore generale; nonostante questo la contesa continuò fino alla morte prematura di Harrison.
Clay non era l'unico a sperare di trarre beneficio dall'elezione di Harrison. Orde di aspiranti alle cariche si riversarono alla Casa Bianca, che rimaneva allora aperta a tutti coloro che volevano avere un incontro con il Presidente. La maggior parte degli affari di Harrison durante la sua presidenza comportarono numerosi obblighi sociali - una parte inevitabile della sua posizione elevata e del suo arrivo a Washington - e il ricevimento dei visitatori venuti da ogni parte del paese. Il presidente arrivò a scrivere, in una lettera datata 10 marzo: "sono talmente infastidito dalla moltitudine che mi cerca che non riesco a prestare attenzione a qualsiasi altra mia attività". Riuscì tuttavia ad inviare un certo numero di nomine al Senato per la conferma durante il suo mese in carica.
Il presidente prese molto seriamente la promessa fatta di rinnovare alla radice le nomine governative, visitando personalmente ciascuno dei sei dipartimenti del governo per osservarne le operazioni ed emettendo tramite Webster un ordine esecutivo che indicava che la propaganda elettorale da parte dei dipendenti sarebbe ormai stata considerata un valido motivo di licenziamento. Come aveva già fatto con Clay, Harrison resistette alle pressioni di nomine legate al partito provenienti anche da altri esponenti Whig di rilievo. Quando un gruppo arrivò nel suo ufficio il 16 marzo per chiedere la rimozione e la cacciata immediata di tutti i Democratici da qualsiasi incarico nominato il presidente proclamò: "allora, aiutami mio Dio, mi dimetterò dalla mia carica prima di poter essere colpevole di una simile iniquità!"
Lo stesso gabinetto tentò di annullare la nomina di John Chambers come governatore dell'Iowa a favore di un amico di Webster, il militare e politico James Wilson; tuttavia quando Webster provò a prendere una tale decisione in una riunione del 25 marzo Harrison gli chiese molto semplicemente di leggere ad alta voce una sua nota appena scritta a mano (che diceva solamente: "William Henry Harrison, Presidente degli Stati Uniti"). Subito dopo annunciò che "William Henry Harrison, Presidente degli Stati Uniti, vi dice, signori che, per Dio, John Chambers sarà il governatore dell'Iowa!"
L'unico atto ufficiale del presidente fu la convocazione del Congresso in una sessione speciale. Henry Clay e Harrison si trovavano inizialmente in disaccordo sulla necessità di una tale sessione e quando l'11 marzo i ministri si mostrarono divisi il presidente pose il veto all'idea. Quando Clay insistette ancora una volta con Harrison sulla questione il 13 marzo, il presidente respinse le sue pretese e gli disse di non farsi più vedere alla Casa Bianca, ma di parlargli solo per iscritto.
Pochi giorni dopo, tuttavia, il segretario al Tesoro Thomas Ewing riferì al presidente che i fondi federali si erano talmente assottigliati che il governo non poteva continuare a operare attendendo la sessione regolarmente programmata del Congresso a dicembre; così Harrison cedette e il 17 marzo proclamò la sessione speciale nell'interesse della "condizione delle entrate e della finanza del paese". La sessione avrebbe dovuto iniziare il 31 maggio.

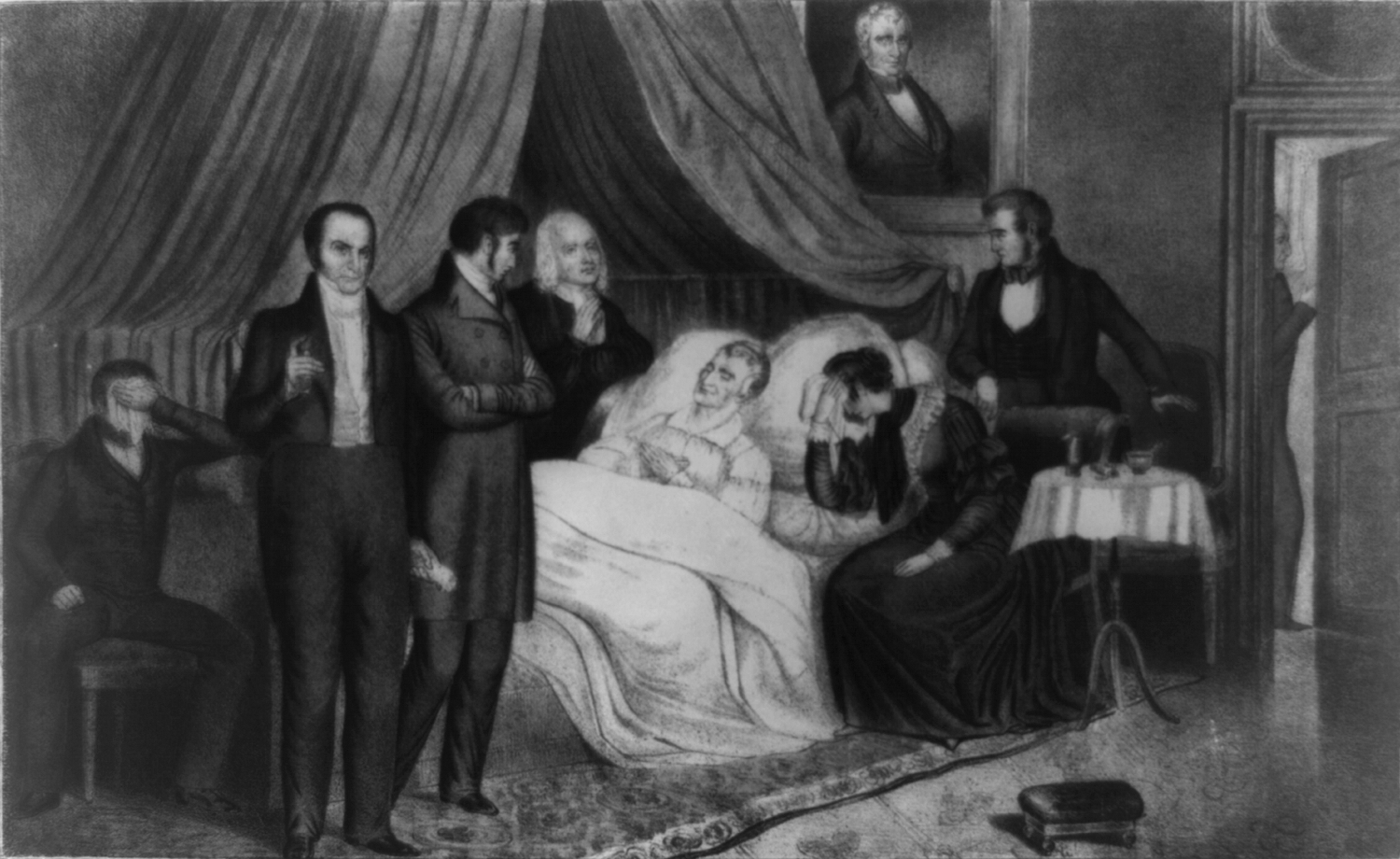
La morte del presidente in una stampa dell'epoca.

## Morte e funerali
Il 26 marzo il presidente si ammalò di raffreddore comune; secondo l'equivoco medico prevalente di quel tempo, si credette che la sua malattia fosse causata dal cattivo tempo del giorno della sua inaugurazione, ma l'indisposizione si manifestò soltanto dopo più di tre settimane. Harrison cercò di ristabilirsi rimanendo alla Casa Bianca, ma non riuscì a trovare una stanza tranquilla a causa della folla di cacciatori d'incarichi governativi che costantemente la assaliva. Anche la sua attività mondana estremamente densa rese il tempo di riposo limitato.
I medici provarono diverse cure come l'applicazione di oppio, olio di ricino, sanguisughe e Rauvolfia serpentina, ma i trattamenti contribuirono solamente a farlo peggiorare fino a uno stato di delirio. Spirò nove giorni dopo, alle 12:30 di domenica 4 aprile. Il medico personale, Thomas Miller, diagnosticò la causa di morte come "una polmonite del lobo inferiore del polmone destro". Un'analisi particolareggiata condotta nel 2014, basata sulle note e i registri del dottor Miller sull'approvvigionamento idrico della Casa Bianca a valle di scarichi fognari pubblici, concluse che probabilmente morì di shock settico dovuto a febbre tifoide..
Harrison fu il primo presidente degli Stati Uniti a morire in carica. Le sue ultime parole furono rivolte al suo dottore, ma si presumeva che fossero dirette al vicepresidente Tyler: "Signore, vorrei che capisse i veri principi del governo, vorrei che si realizzassero, non chiedo altro". Fu in carica per il più breve mandato di tutti i tempi: 30 giorni, 12 ore e 30 minuti Il corpo del presidente fu trasportato lungo le maggiori vie di Washington. L'afroamericano Solomon Northup diede un resoconto particolareggiato della processione nelle sue Memorie intitolate 12 anni schiavo:
Il rito funebre ebbe luogo nella cappella metodista Wesley a Cincinnati il 7 aprile. Fu dapprima sepolto nella "Public Vault" del Cimitero del Congresso a Washington, ma le sue spoglie furono in seguito traslate a North Bend in Ohio. Il "William Henry Harrison Tomb State Memorial" fu eretto sulla tomba in suo onore.

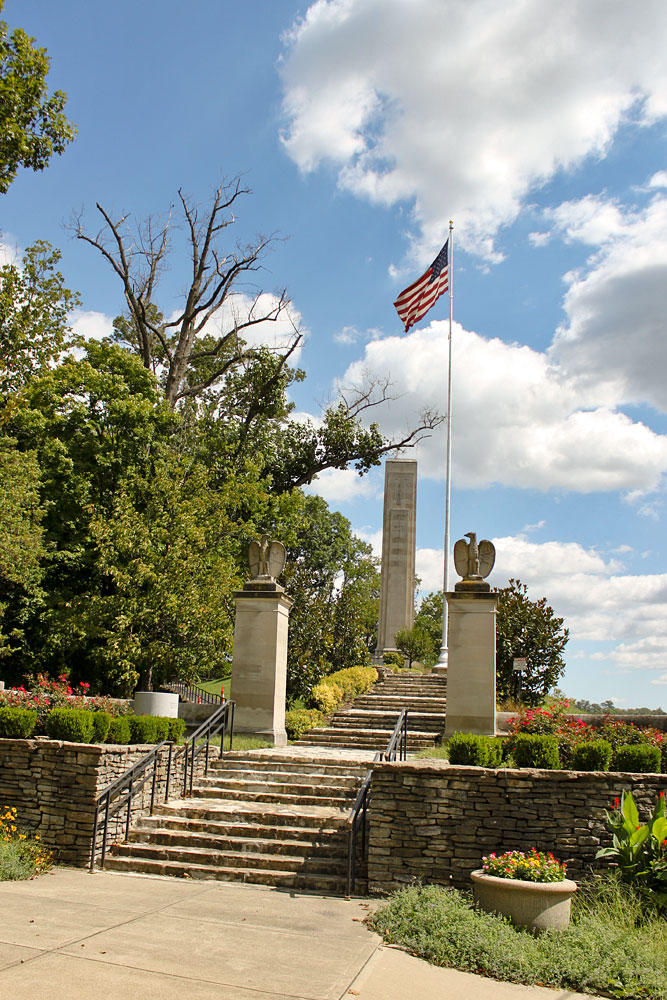
Il memoriale posto all'ingresso della tomba della famiglia Harrison a North Bend (Ohio).

### Conseguenze
La scomparsa repentina del presidente rappresentò una cocente delusione per i Whig, che speravano di approvare una legge sui dazi e di adottare misure per sostenere il sistema americano propugnato da Henry Clay. John Tyler, il successore di Harrison ed ex Democratico, abbandonò velocemente tale programma, ponendosi di fatto fuori dal Partito.
A causa della morte di Harrison tre presidenti furono in carica in un solo anno, il 1841: Martin Van Buren fino a marzo, Harrison tra marzo ed aprile, quindi Tyler. Questo accadde solo in un'altra occasione, esattamente 40 anni dopo, quando a Rutherford Hayes succedette James Garfield, ucciso in un attentato dopo sei mesi. Con la morte di Garfield ebbe inizio la presidenza di Chester Arthur.
L'avvenimento rivelò i difetti esistenti nelle clausole della Costituzione degli Stati Uniti riguardanti la linea di successione presidenziale. L'articolo II recita: "in caso di rimozione del Presidente dall'Ufficio, o per la sua morte, dimissioni o incapacità di assolvere i poteri e le funzioni del suddetto Ufficio, lo stesso incarico si attribuirà al Vice Presidente... e [il Vicepresidente] dovrà agire di conseguenza, fino a quando la Disabilità non sarà rimossa, o un nuovo Presidente venga eletto".
Gli studiosi all'epoca non erano d'accordo sul fatto che il vice in carica sarebbe dovuto diventare automaticamente presidente; la Costituzione infatti non stabiliva se egli avesse potuto rimanere in carica per il resto del mandato del presidente, fino alle elezioni successive, o se si dovessero tenere elezioni eccezionali. I ministri di Harrison erano d'accordo sul fatto che Tyler sarebbe stato "vicepresidente in qualità di presidente". Dopo varie consultazioni intercorse con il presidente della Corte Suprema Roger Brooke Taney venne deciso che se Tyler avesse prestato il giuramento, avrebbe anche assunto il ruolo di presidente. Tyler assunse in tal modo l'incarico già il 6 aprile.
Il Congresso si riunì a maggio e, dopo un breve dibattito in entrambe le Camere, approvò una risoluzione che confermò Tyler come presidente per il resto del mandato di Harrison. Ciò stabilì un precedente, seguito altre sette volte nella storia degli Stati Uniti, e fu codificato nel XXV emendamento ratificato nel 1967, in seguito all'assassinio di John Fitzgerald Kennedy e alla presidenza di Lyndon B. Johnson. Il XXV emendamento tratta dettagliatamente della successione, definendo le situazioni in cui il vice può fungere da presidente in carica e in quali situazioni egli possa diventare a sua volta presidente.

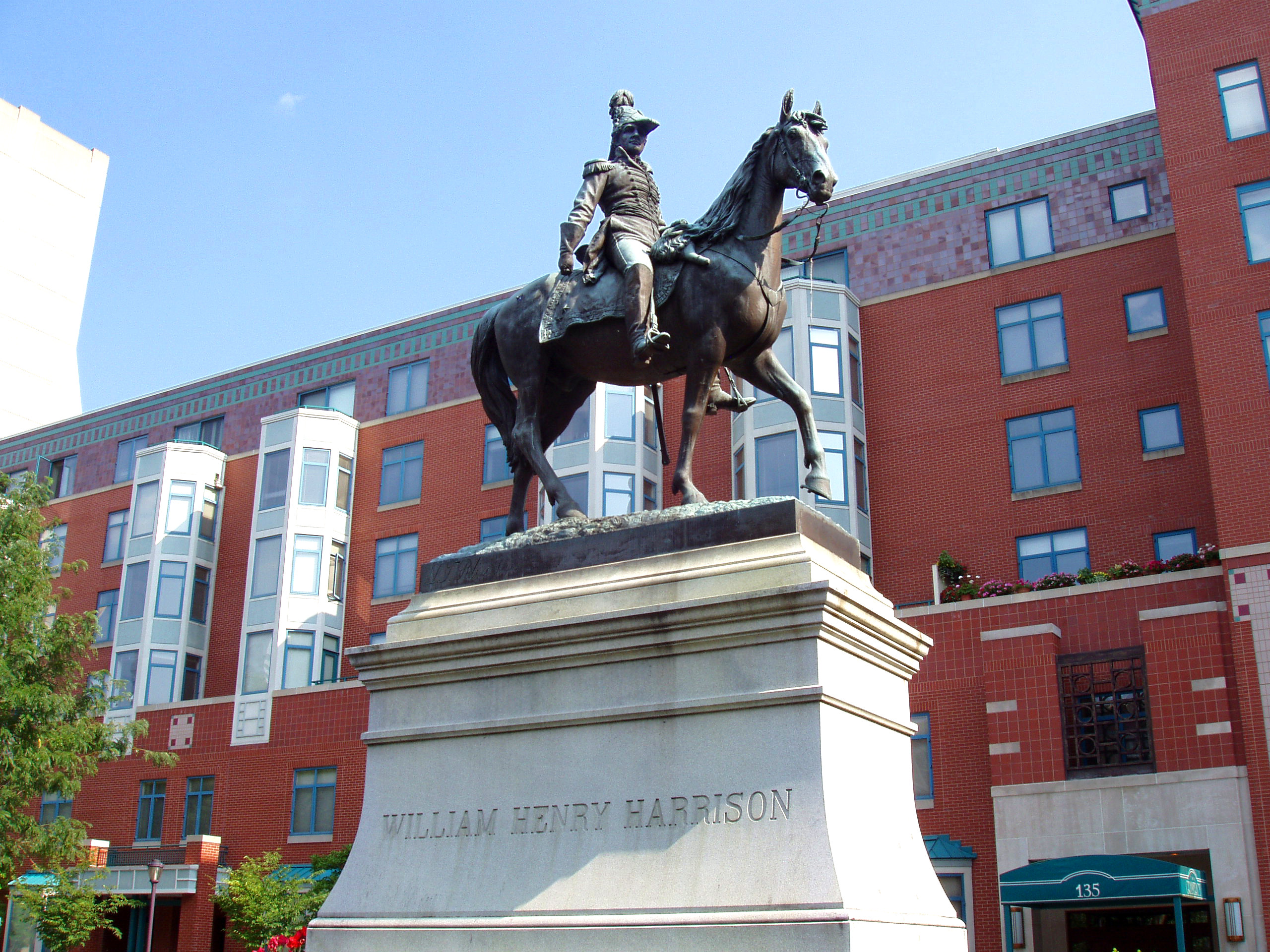
Statua equestre del presidente a Cincinnati.

## Eredità storica
Tra le eredità più durature di Harrison c'è la serie di trattati che contribuì a negoziare o che sottoscrisse con i capi nativi americani durante il suo mandato come governatore del territorio dell'Indiana nel primo decennio del secolo; come parte dell'accordo le tribù native cedettero ampie porzioni di terra, in seguito venduta ai coloni per il loro insediamento.

### Reputazione
La principale eredità politica risiede nei suoi metodi di campagna elettorale, che hanno gettato le basi per le moderne tattiche presidenziali.
Harrison fu il primo presidente in carica a farsi fotografare. L'immagine venne realizzata a Washington durante la giornata inaugurale. Esistono fotografie di John Quincy Adams, Andrew Jackson e Martin Van Buren, ma queste furono scattate solo dopo che avevano già lasciato l'incarico. L'immagine di Harrison fu anche la prima fotografia presidenziale ufficiale. Il dagherrotipo originale è andato perduto, sebbene esista almeno una prima copia negli archivi del Metropolitan Museum of Art.
Harrison morì quasi senza soldi; il Congresso concesse pertanto alla vedova Anna Harrison una pensione di 25.000 dollari
, un anno dello stipendio di presidente (equivalente a circa 580.403 dollari odierni), e il diritto di spedire lettere gratuitamente. Il figlio, John Scott Harrison, fu deputato per l'Ohio alla Camera dei rappresentanti tra il 1853 e il 1857. Il nipote, Benjamin Harrison dell'Indiana, vinse le elezioni presidenziali del 1888 per il Partito Repubblicano e divenne il 23º presidente degli Stati Uniti d'America. William e Benjamin Harrison sono l'unica coppia di presidenti nonno-nipote della storia degli Stati Uniti.

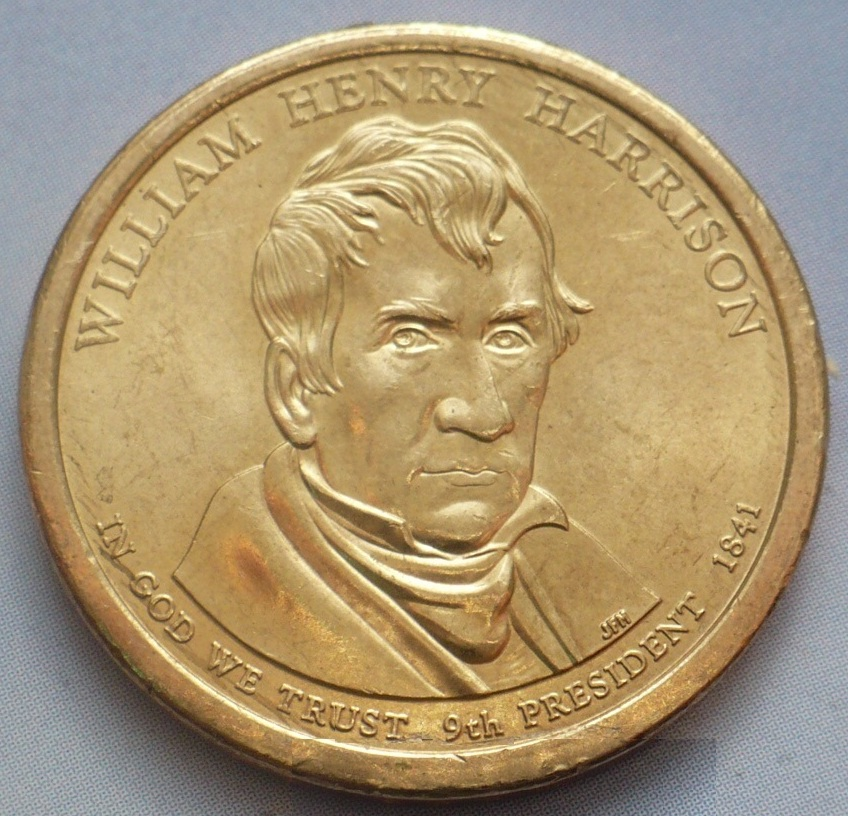
Il dollaro presidenziale con l'effigie del presidente.

### Commemorazioni
Il 19 febbraio 2009 la United States Mint emise la nona moneta nel programma del dollaro presidenziale con l'effigie di Harrison; ne furono coniate in totale 98.420.000 pezzi.
Diversi monumenti e statue sono stati eretti nel corso del tempo in onore del presidente; esistono nel centro di Indianapolis, al "Piatt Park" di Cincinnati, nel "Tippecanoe County Courthouse" di Lafayette (Indiana), nella Contea di Harrison (Indiana) e finanche nella Contea di Owen (Indiana). Numerosi paesi e città portano il suo nome:
- Harrison (Michigan);
- Harrison (New Jersey);
- Harrison (Ohio)[54];
- Tipp City (diminutivo di "Tippecanoe City")[54][55];

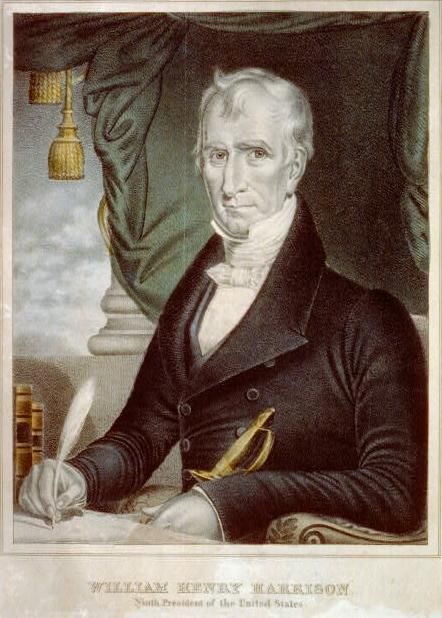
Cromolitografia di William Henry Harrison del 1836.

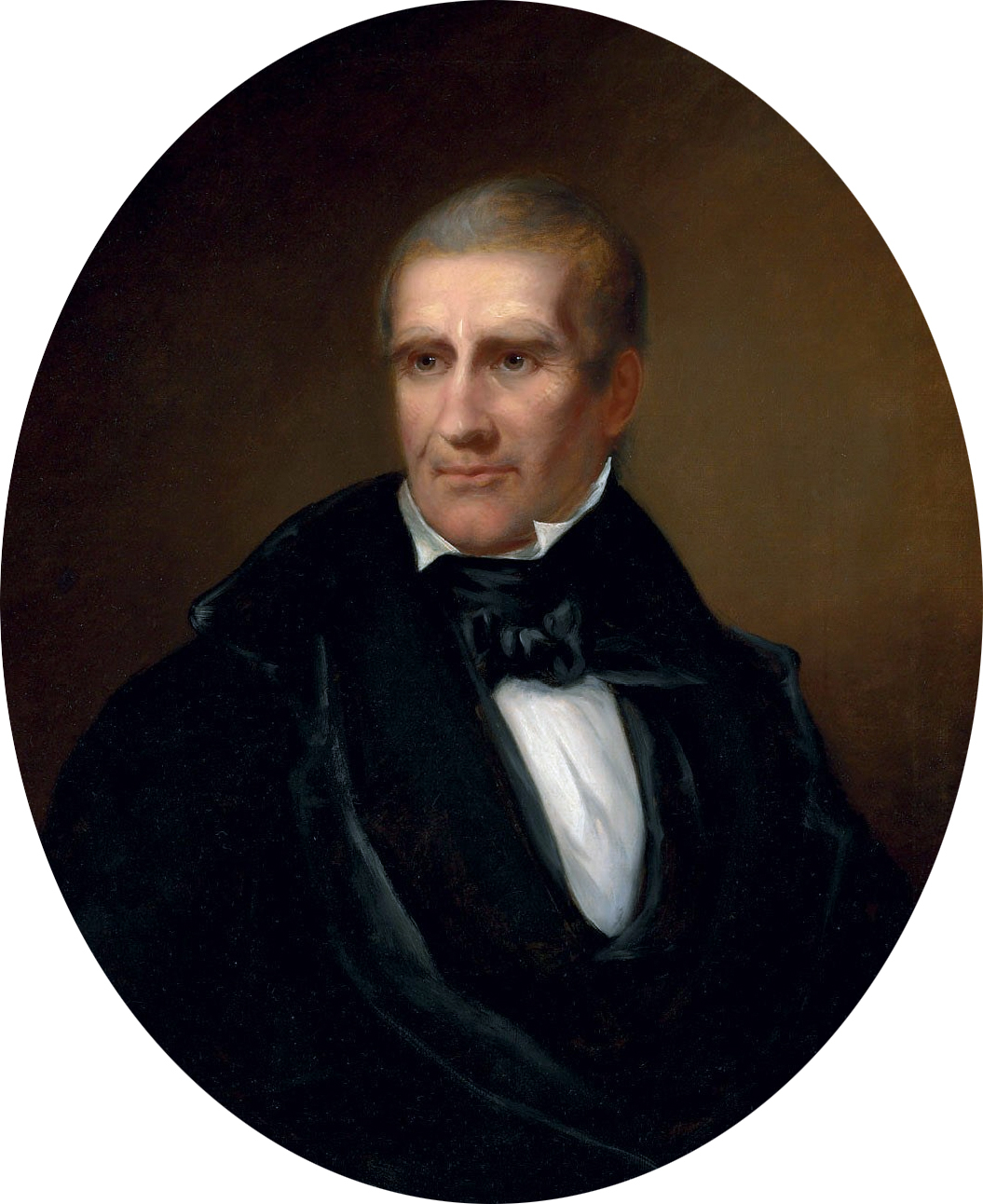
Ritratto del presidente di Bass Otis.

Lo Stemma personale del presidente W.H. Harrison.

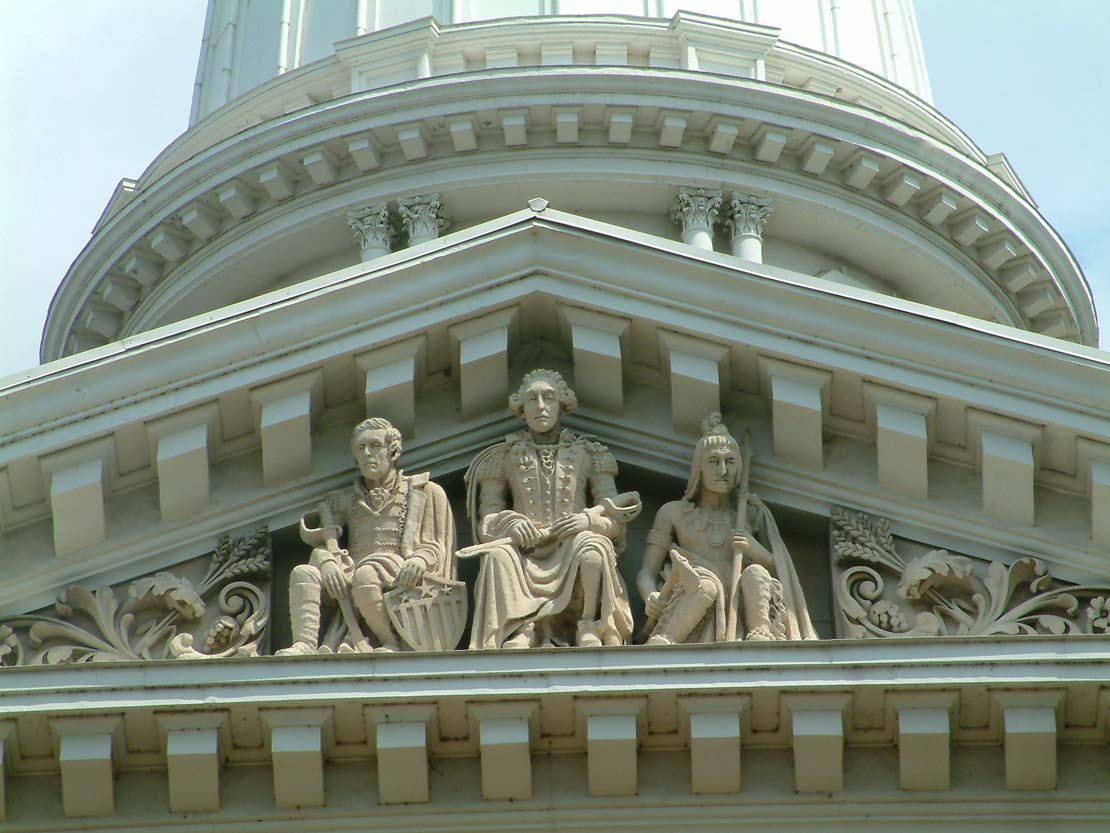
Il presidente, Gilbert du Motier de La Fayette e Tecumseh sulla "Tippecanoe County Courthouse" a Lafayette (Indiana).

- Harrison (Tennessee);
- Contea di Harrison (Mississippi);
- Contea di Harrison (Iowa);
- Contea di Harrison (Ohio).

### Altre letture
Hendrik Booraem, A Child of the Revolution: William Henry Harrison and His World, 1773–1798, Kent State University Press, 2012.
 Adam Jortner, The Gods of Prophetstown: The Battle of Tippecanoe and the Holy War for the American Frontier, Oxford University Press, 2012, ISBN 978-0-19-976529-4.
 Pirtle, Alfred, The Battle of Tippecanoe, Louisville, John P. Morton & Co./ Library Reprints, 1900,  p. 158, ISBN 978-0-7222-6509-3. as read to the Filson Club.
Shade, William G. "'Tippecanoe and Tyler too': William Henry Harrison and the rise of popular politics." in Joel H. Silbey, ed., A Companion to the Antebellum Presidents 1837–1861 (2013) pp: 155–72.
Skaggs, David Curtis. William Henry Harrison and the Conquest of the Ohio Country: Frontier Fighting in the War of 1812 (Johns Hopkins University Press, 2014) xxii.